# Simposio (Epicuro)
Il Simposio era un dialogo di Epicuro, perduto, tranne nove frammenti.

## Contenuto e temi
Del Simposio di Epicuro siamo a conoscenza principalmente attraverso il resoconto critico del suo punto di vista nel Contro Colote di Plutarco. Si trattava, probabilmente di un dialogo, poiché Plutarco si riferisce ad una discussione tra Polieno ed Epicuro, anche se al filosofo di Samo veniva rimproverata l'assoluta noncuranza per l'ambientazione, risalente al genere come inaugurato da Platoneː «Epicuro non specifica né il luogo né il tempo; non ha alcuna presentazione. (...) Epicuro, tuttavia, ha rappresentato un simposio esclusivamente di filosofi. (...) on Epicuro non c'è libagione, nessuna offerta preliminare agli dèi».
Il carattere dialogico dell'opera emerge, come detto, da una citazione plutarcheaː 
Quando Polieno chiede: "Neghi, Epicuro, il grande effetto riscaldante del vino?", 
risponde: "Che bisogno c'è di generalizzare sul fatto che il vino produce calore?" 
Più avanti dice: "Poiché sembra che non sia un fatto generale che il vino produca calore, ma si può dire che una data quantità di vino produca calore per una data persona" (...) Così non si deve generalizzare dicendo che il vino produce calore, ma dite solo che una certa quantità produce calore per un determinato corpo in una determinata condizione, o che una tale quantità produce freddo per un altro. Infatti in un aggregato come il vino ci sono anche alcune sostanze naturali di tal sorte che se ne formasse frescura, o tale che, congiunte con altre, producessero frescura vera. Onde, ingannati da ciò, alcuni generalizzano che il vino raffredda, altri che riscalda.»
(Fr. 58-59 Usener (con tagli) - trad. A. D'Andria)
Gli argomenti trattati dovevano essere vari e affrontati secondo l'ottica del materialismo epicureo, non tralasciando anche argomenti sottaciuti da altri scrittori del genere simposiale, come il sesso, dunque mettendosi in polemica, come di consueto in Epicuro, con stilemi, topoi e tematiche del genere. Epicuro offriva un quadro moralizzante di un simposio normativo, con questioni di valore intellettuale, sicché si potrebbe pensare che Epicuro distingueva evidentemente tra argomenti di conversazione alti e bassi.